# John Skelton

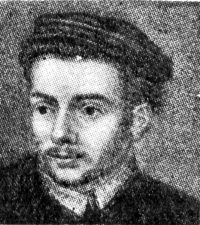
John Skelton

John Skelton (* um 1460; † 21. Juni 1529 in London) war ein englischer Schriftsteller während der Zeit Heinrich VII. und Heinrich VIII.

## Ausbildung und frühes Schaffen
Der genaue Geburtsort Skeltons ist ebenso unbekannt wie sein Geburtsjahr oder -datum; wahrscheinlich wurde er Anfang der 1460er Jahre geboren. Er entstammte einer in Yorkshire beheimateten Familie und besuchte zunächst die University of Cambridge und dann die University of Oxford, wodurch ihm eine umfassende humanistische Bildung zuteilwurde. William Cole erwähnt einen „Schkelton“, der 1484 einen Master of Art abgelegt habe und bei dem es sich um Skelton handeln dürfte. Bereits frühzeitig muss er mit seinem dichterischen Talent hervorgetreten sein, denn 1488 wird er von der Universität Oxford mit dem Titel „poet laureate“ ausgezeichnet, 1492 würdigt ihn auch die Universität von Löwen mit diesem Titel, der sich 1493 auch die Universität Cambridge anschloss. Der Ruhm Skeltons war also bereits über die Grenzen Englands hinaus vorgedrungen. König Heinrich VII. nahm den jungen Mann 1488 als Rhetoriker und Übersetzer in seine Dienste. William Caxton, Englands erster Drucker, lobt 1490 seine Übersetzungen von Diodor und anderen antiken Schriftstellern. Im Dienste der Tudors, auch Heinrichs VII. Mutter Margaret Beaufort zählte zu seinen Förderern, schrieb er eine Reihe von Werken, die noch wenig von seiner späteren, die Gegebenheiten am Hof kritisch beleuchtenden Dichtung ahnen lassen. Of the death of the noble prince Kynge Edwarde the forth ist eine Elegie auf den Tod Edwards IV. und auch zu Henry Percy, dem Rebellen unter König Heinrich IV., schreibt er 1489 eine Elegie. Daneben übersetzte er mit Of Mannes Lyfe the Peregrynacioun ein Werk des französischen Dichters Guillaume de Deguilleyule.

## Im Hofdienst
In den 1490er Jahren wurde er dann zum Erzieher des Prinzen Heinrich, des späteren Königs Heinrich VIII., bestimmt. Ihm widmete er im Jahre 1501 den Speculum principis, einen heute verlorenen pädagogischen Fürstenspiegel. Zugleich übernimmt er auch kirchliche Ämter, wird Subdiakon, Diakon und 1498 zum Priester geweiht. Erasmus von Rotterdam lobt ihn 1500 als „unum Britannicarum literarum lumen ac decus“. Offenbar zeigte sich nach 1500 aber auch zunehmend Skeltons kritische und satirische Haltung, für die er später berühmt werden sollte. 1502 wird er inhaftiert, wobei die genauen Hintergründe unklar bleiben. Möglicherweise ist er schon zu diesem Zeitpunkt mit seinem Intimfeind, Thomas Wolsey, aneinandergeraten. Um das Jahr 1504 zieht er sich jedenfalls vom Hofdienst zurück und nimmt eine Stelle als Pfarrer in dem kleinen Ort Diss in Norfolk an, eine Pfründenstelle, die er als Lohn für seinen Hofdienst erhielt. Dort hielt er sich bis 1512 auf und begann, seine bekannteren Werke zu verfassen.

## Satirische Werke
Sein satirisches Talent bewies er 1505 mit Phyllyp Sparrowe, wo er eine junge Dame in höfischem Stil über den Verlust ihres kleinen Sperlings trauern lässt. Das 1.400 Zeilen lange, von Catull beeinflusste Gedicht lässt die Protagonistin Jane Scroop, eine Benediktinerin aus Norfolk, ihre ganze literarische Belesenheit für ihre Trauer um den Vogel aufbieten; Chaucer, Gower und Lydgate werden herangezogen und der Text ergeht sich in einer Vielzahl von Abschweifungen und ist in einem launischen Versmaß gehalten, dem zwei- bzw. dreihebigen Skeltonischen Kurzvers, für den der Dichter in der Folge bekannt wurde. Für die Tudors schrieb er weiter panegyrische Werke, so 1509 A Lawde and Prayse Made for Our Souereigne Lord the Kyng für den neuen König Heinrich VIII. und auf Wunsch des Abts von Westminster 1512 eine Elegie auf den verstorbenen Heinrich VII. 1512 kehrt Skelton an den Londoner Hof zurück und nun beginnt die Phase seines fortdauernden Kampfes gegen das Treiben der Hofgesellschaft, das er aufs Korn nimmt. Er selbst wird kritisch beäugt, da sein Lebenswandel als Pfarrer von Diss offenbar nicht einwandfrei war; Anthony Wood erklärte, er sei wohl eher „für die Bühne als für den Kirchenstuhl und die Kanzel“ geeignet. Er soll sich heimlich mit einer Frau verheiratet haben und er hat sich mit einer Satire die Dominikaner zu Feinden gemacht, woraufhin Bischof Richard Nix einschritt und ihn zeitweilig seines Pfarrerpostens enthob. Die Sammlung The Merie Tales of Skelton mit Farcen und zum Teil derben Erzählungen dürfte aus dieser Zeit stammen, allerdings wurde Skeltons Autorschaft an einigen der Geschichten in Frage gestellt. Mit dem Boke of the Thre Foles schafft Skelton eine Art Adaption von Sebastian Brants Narrenschiff, wobei er das Thema in The Bowge of Court später erneut aufgreift und das Schiff mit allegorischen Figuren wie „Verachtung“, „Aufruhr“, „Argwohn“ und anderen bevölkert, die ihm Gelegenheit geben, seiner Kritik freien Lauf zu lassen. Mit seinen Satiren und sarkastischen Angriffen schuf sich Skelton schnell weitere Feinde, darunter Sir Christopher Garneys, Alexander Barclay, William Lilly und den aus Frankreich stammenden Robert Gaguin. Als Orator regius besaß er allerdings die Gunst des Königs. Diesen wusste er für sich zu gewinnen, indem er seine Siege über die Schotten und Franzosen dichterisch verewigte.
Zugleich aber sparte er nicht mit, wenn auch unterschwelliger, Kritik am höfischen System. Magnyfycence, sein bekanntestes, 1516 entstandenes Bühnenwerk, liest sich zunächst ebenfalls als eine Art Herrscherpreis in allegorischer Form, bei dem formell an das mittelalterliche Moralitätendrama angeknüpft wird. Heinrich VIII. wird unverkennbar in der Gestalt der „Herrschergröße“ (Magnificence) porträtiert; die allegorische Darstellung gibt Skelton aber auch die Gelegenheit, das Korruptionswesen und die Völlerei darzustellen, ohne Namen nennen zu müssen; den Eingeweihten war aber klar, wer sich hinter den Figuren „Torheit“, „Verstellung“, „Verschlagenheit“ und „Intrige“ verbarg, die die Herrschergröße des Königs bedrohten, denen Skelton aber zugleich die Figuren „Glückseligkeit“, „Freiheit“ und „Mäßigung“ entgegenstellte als Vertreter der vernünftigen, humanistischen Partei am Hofe, der neben Skelton selbst vor allem der Herzog von Norfolk zuzurechnen ist. Zwar siegt hier, wie im mittelalterlichen Drama, das Gute über das Böse, „Hoffnung“, „Bekehrung“ und „Standhaftigkeit“ halten die Herrschergröße im letzten Moment vom Selbstmord ab, doch geht es in diesem Stück an der Wende zur Neuzeit nicht mehr um das jenseitige Seelenheil und die christliche Botschaft, sondern um irdische Belange und um die rechte Staatsführung. Der aktuelle Bezug zeigt sich etwa auch dadurch, dass Skelton im Stück auf zeitgenössische Personen wie König Ludwig XII. von Frankreich hinweist. Im Zentrum der Kritik steht aber Wolsey, seit 1515 Kardinal und mächtigster Mann am englischen Hof. Dieser wird auch zur Zielscheibe der folgenden Werke. 1521 schreibt Skelton Speke, parrot, eine bittere Abrechnung mit dem hohen Klerus Englands an dessen Prunksucht, politischen Ränkespielen und moralischer Verkommenheit er kein gutes Haar lässt.

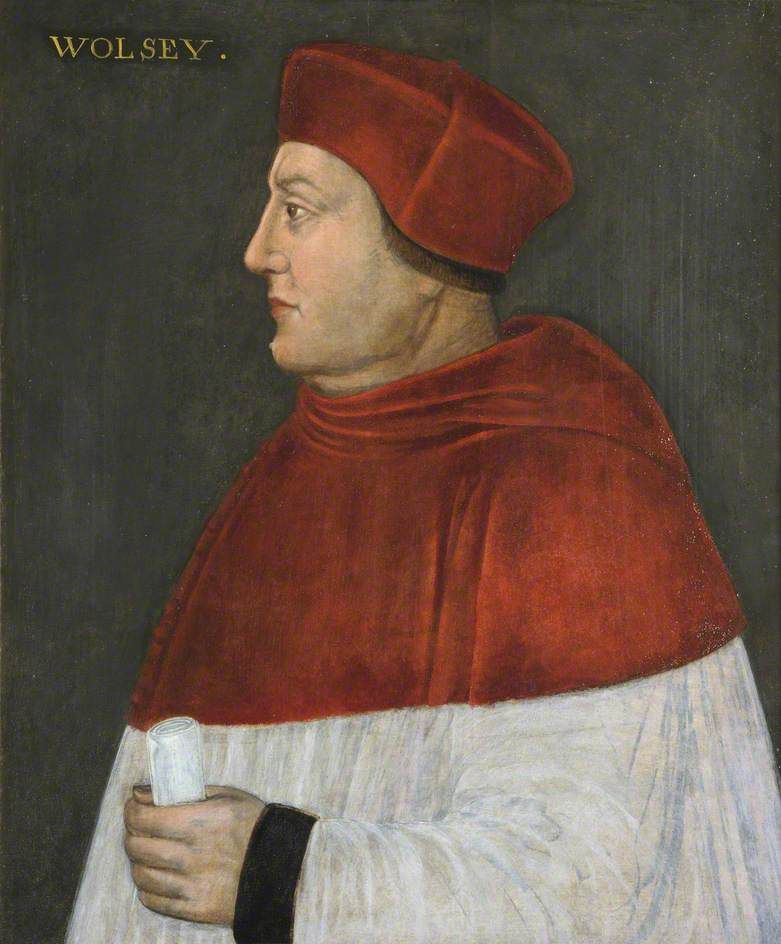
Kardinal Wolsey

In Colyn Cloute, entstanden um 1522, lässt er einen naiven Mann aus dem Volke sprechen, dem er seine beißende Kritik in den Mund legt. Wieder erscheint der Klerus als durch und durch verdorben, die Prälaten beuten das gemeine Volk in ihrer Sucht nach Macht bedenkenlos aus, laufen Weiberröcken hinterher und vergessen darüber ihre Aufgaben als Lehrer und Prediger von Gottes Wort; damit kann Colyn Cloute als englisches Gegenstück der kurz zuvor in Deutschland erschienen Dunkelmännerbriefe angesehen werden. Es ist Ausdruck eines humanistischen, antiklerikalen Zeitgeists, wobei Skelton jedoch, ebenso wie die meisten anderen Humanisten, kaum Sympathien für die neue lutherische Lehre zeigt. Die Institution Kirche wird von Skelton grundsätzlich verteidigt. Skelton geht es vielmehr darum, zu zeigen, wie die alte Ordnung durch die Haltlosigkeit und Rücksichtslosigkeit von Charakteren gefährdet wird, die in ihrem Machtbewusstsein eher machiavellistisch und „modern“ anmuten. In Why Come Ye Not to Court? (1522) ist dann wieder der königliche Hof Thema. Skelton gab sich nun keine Mühe mehr, seine Kritik an Wolsey in irgendeiner Weise zu verkleiden. Das Buch wurde auch prompt verboten, doch zirkulierten offenbar viele Abschriften in England, die beweisen, dass Skelton den richtigen Nerv getroffen hatte. Der Gefahr, erneut inhaftiert zu werden, entging Skelton, indem er in der Westminster Abbey beim Abt John Islip Asyl suchte, der ihn in der Folge gegen den Kardinal in Schutz nahm.

## Tod und Nachwirkung
1523 zieht Skelton mit The Garland of Laurel eine Art Bilanz seines Schaffens. Hier führt er wie in einem Kranz aneinandergereiht noch einmal seine wichtigsten Werke auf und gibt auch autobiographische Hinweise und eine Apologie seiner satirischen Haltung. Mit Wolsey hat er allerdings offenbar gegen Ende seines Lebens Frieden geschlossen. Ganz hat er aber seine oppositionelle Haltung nie aufgegeben, wie seine 1527 geschriebene Replycacion beweist, in der er zwei seiner Studienkollegen aus der Cambridger Zeit attackiert. Skelton starb mit Ende 60 in London, angeblich in seinem Asyl in Westminster Abbey, doch kann diese Vermutung nicht belegt werden. Begraben liegt er in St Margaret’s Church in Westminster. Dort sind auch eine Reihe weiterer berühmter englischer Dichter wie Milton und Pepys begraben. Als Satiriker blieb Skelton zunächst ohne Schüler und steht als Chronist der Sitten am Renaissancehof der Tudors einzigartig da. Einen vergleichbar kritischen und satirischen Geist findet man in der englischen Literatur im Grunde erst wieder mit Dryden, Swift und Pope. Maurice Evans bewertet Skelton so: „Er ist vielleicht der bedeutsamste Dichter zwischen Chaucer und Spenser und erscheint an der Schnittstelle zwischen mittelalterlichen und humanistischen Traditionen.“